# Tjäpetjauratjah (Gällivare socken, Lappland, 752191-163438)
Tjäpetjauratjah är en sjö i Gällivare kommun i Lappland och ingår i Kalixälvens huvudavrinningsområde. Tjäpetjauratjah ligger i Torne och Kalix älvsystem Natura 2000-område.